# Hideo Yamamoto
Hideo Yamamoto (山本英夫 Yamamoto Hideo?) es un mangaka reconocido por sus obras Ichi the Killer (manga adaptado a una película en imagen real en 2001 por el director Takashi Miike) y Homunculus. La obra de Yamamoto está orientada a un público adulto, género conocido como seinen, recurriendo a los tópicos propios del terror psicológico. En España se ha publicado algunas de sus obras.

## Obras
- SHEEP (1989)
- Okama Hakusho (1989–1991) - adaptado a OVA en 1991.
- Nozokiya (Voyeur, 1992)
- 1 (Ichi) (1993)
- Enjou Kousai Bokumetsu Undou (Dibujado por Koshiba Tetsuya)
- Shin Nozokiya (Voyeur Inc., 1993–1997)
- Koroshiya Ichi (Ichi the Killer, 1998–2001) - adaptado a una película por Takashi Miike en 2001.[1] También se realizó una precuela en formato OVA.
- Homunculus (2003–2011)[1]
- Yume Onna (2013)
- Hikari-Man (2014-)
- Adam to Eve (2015)